# Myrcia lineata
Myrcia lineata är en myrtenväxtart som först beskrevs av Otto Karl Berg, och fick sitt nu gällande namn av Franz Josef Niedenzu. Myrcia lineata ingår i släktet Myrcia och familjen myrtenväxter. IUCN kategoriserar arten globalt som sårbar. Inga underarter finns listade i Catalogue of Life.